# Kastell Epfach
Das Kastell Epfach (auch Kastell Abodiacum) ist ein römisches Militärlager, das die Kreuzung der römischen Straße von Kempten nach Gauting und Salzburg mit der Via Claudia Augusta am Lech überwachte. Epfach liegt am linken Ufer des Lech, es ist heute ein Ortsteil der Gemeinde Denklingen im Landkreis Landsberg am Lech  im Regierungsbezirk Oberbayern.

## Geschichte
Seit etwa 14 v. Chr. lag auf dem später Lorenzberg genannten Hügel unmittelbar am Lech eine römische Straßenstation mit etwa 80 Soldaten und Reitern. Diese hatten die Aufgabe, die Kreuzung der Via Claudia mit der alten Salzstraße zu sichern, die von Salzburg kommend hier den Fluss überquerte und dann nach Kempten führte. Es war der bedeutendste Straßenknotenpunkt im südlichen Bayern.
Ab 50 n. Chr. wurde der unnötig gewordene Militärstützpunkt wohl aufgegeben. Da das Umland inzwischen sicher genug war, entstand auf der Lechterrasse ein Vicus, in dem sich Handwerker und Händler niederließen. Er erhielt den Namen Abodiacum.
Im Jahre 233 zerstörten die Alamannen die Siedlung, doch schon zwischen 260 und 270 wurde der Lorenzberg wieder besiedelt, jetzt aus Angst vor germanischen Überfällen mit einer ringförmigen Umfassungsmauer versehen.
Um 355 wurde die Siedlung erneut von den Alamannen zerstört, jedoch bald wieder von den Römern besiedelt und aufgebaut. Bis mindestens 388 waren römische Truppen auf dem Lorenzberg stationiert.

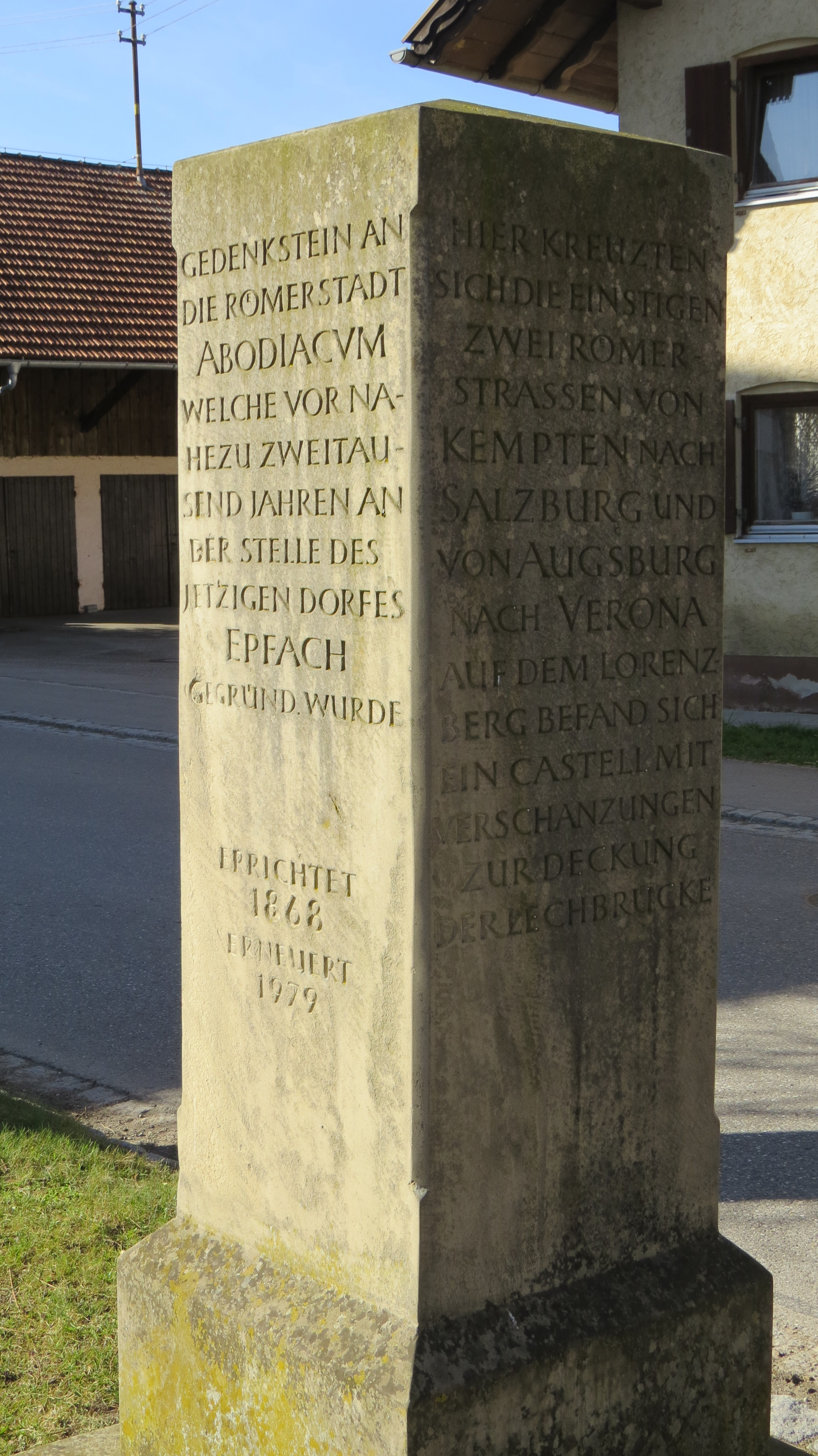
Gedenkstein für die Ortsgeschichte

Spätere Reste einer Siedlung der Karolingerzeit sowie untertägige früh- und hochmittelalterliche Befunde und Körpergräber sind im Bereich der Katholischen Kapelle St. Laurentius und ihrer Vorgängerbauten auf dem Lorenzberg zu finden.

## Denkmalschutz
Das Kastell Epfach ist ein unter der Aktennummer D-1-8031-0004 eingetragenes Bodendenkmal im Sinne des Bayerischen Denkmalschutzgesetzes (BayDSchG). Nachforschungen und gezieltes Sammeln von Funden sind hier erlaubnispflichtig, Zufallsfunde sind den Denkmalbehörden anzuzeigen.